# Louis-Philippe II. Joseph de Bourbon, duc d’Orléans

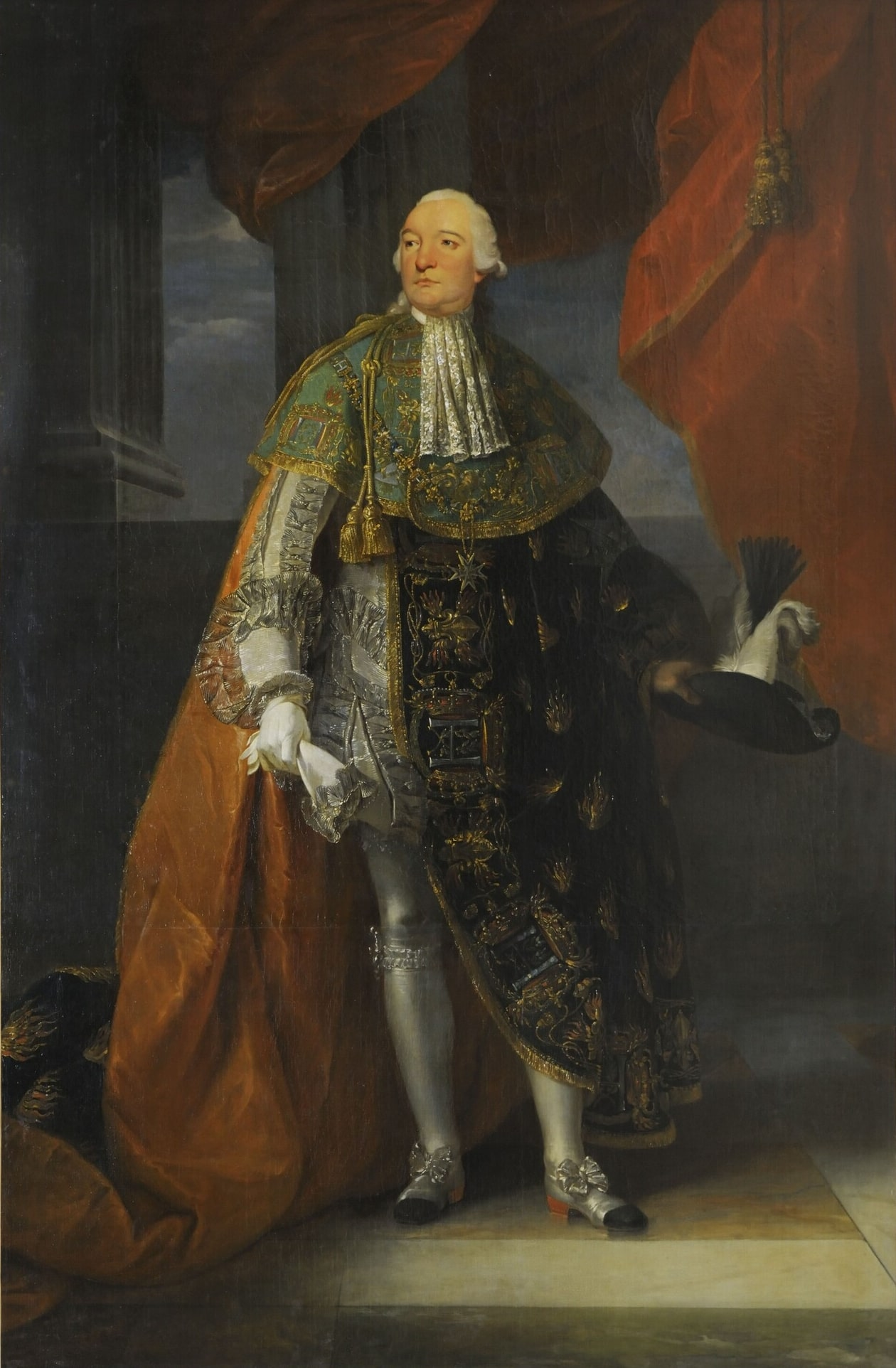
Herzog Ludwig Philipp II. Joseph von Orléans im Ornat des Ordens vom Heiligen Geist

Ludwig Philipp II. Joseph, Herzog von Orléans (* 13. April 1747 in Saint-Cloud; † 6. November 1793 in Paris), seit 1792 Philippe Égalité, war ein Mitglied der französischen Königsfamilie aus der Nebenlinie Bourbon-Orléans und der Vater des späteren Bürgerkönigs Louis-Philippe I.
Von 1778 bis 1790 bekleidete er den Posten eines Colonel général des hussards. Er war während der Französischen Revolution Mitglied des Nationalkonvents und stimmte für das Todesurteil gegen den König, seinen Cousin. Am 5. April 1793 wurde er selbst festgenommen und während der Terrorherrschaft am 6. November 1793 vor Gericht gestellt, zum Tode verurteilt und am selben Tag guillotiniert.

## Leben

### Herkunft und Heirat

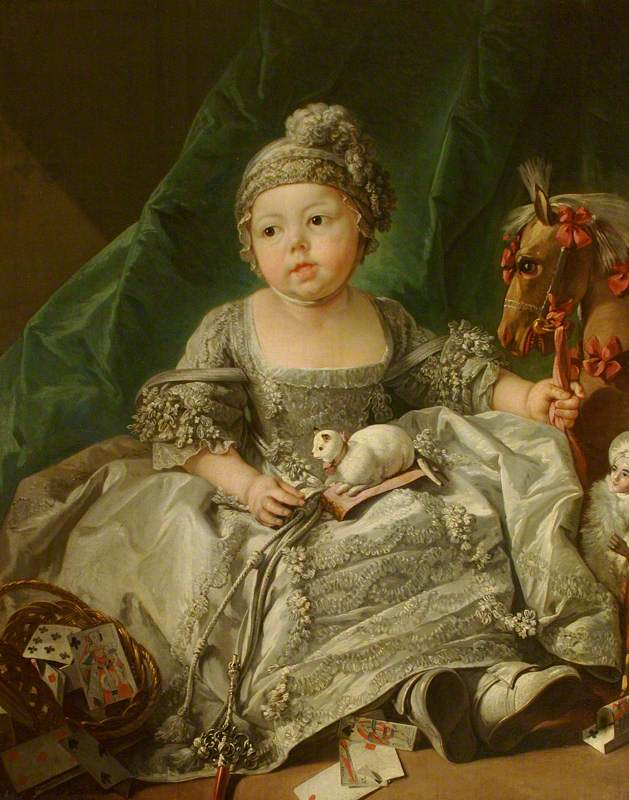
Louis Philippe Joseph als Kind (Gemälde von François Boucher, um 1750)

Ludwig Philipp Joseph war der einzige Sohn von Herzog Ludwig Philipp I. von Orléans und Louise Henriette von Bourbon. Man sagte ihm nach, große Ähnlichkeit mit seinem Urgroßvater, dem Regenten Philipp II. von Orléans, zu haben. Nachdem er den Titel Herzog von Montpensier bis zum Tod seines Großvaters 1752 getragen hatte, wurde er Herzog von Chartres und von Nemours und heiratete 1769 Louise Marie Adélaïde de Bourbon-Penthièvre, Tochter des französischen Großadmirals Louis Jean Marie de Bourbon, Herzog von Penthièvre, und damit Urenkelin von Ludwig XIV. – eine der reichsten Prinzessinnen ihrer Zeit. Sie erbte unter anderem das Schloss Eu. Mit dem Tod seines Vaters 1785 wurde er Herzog von Orléans.

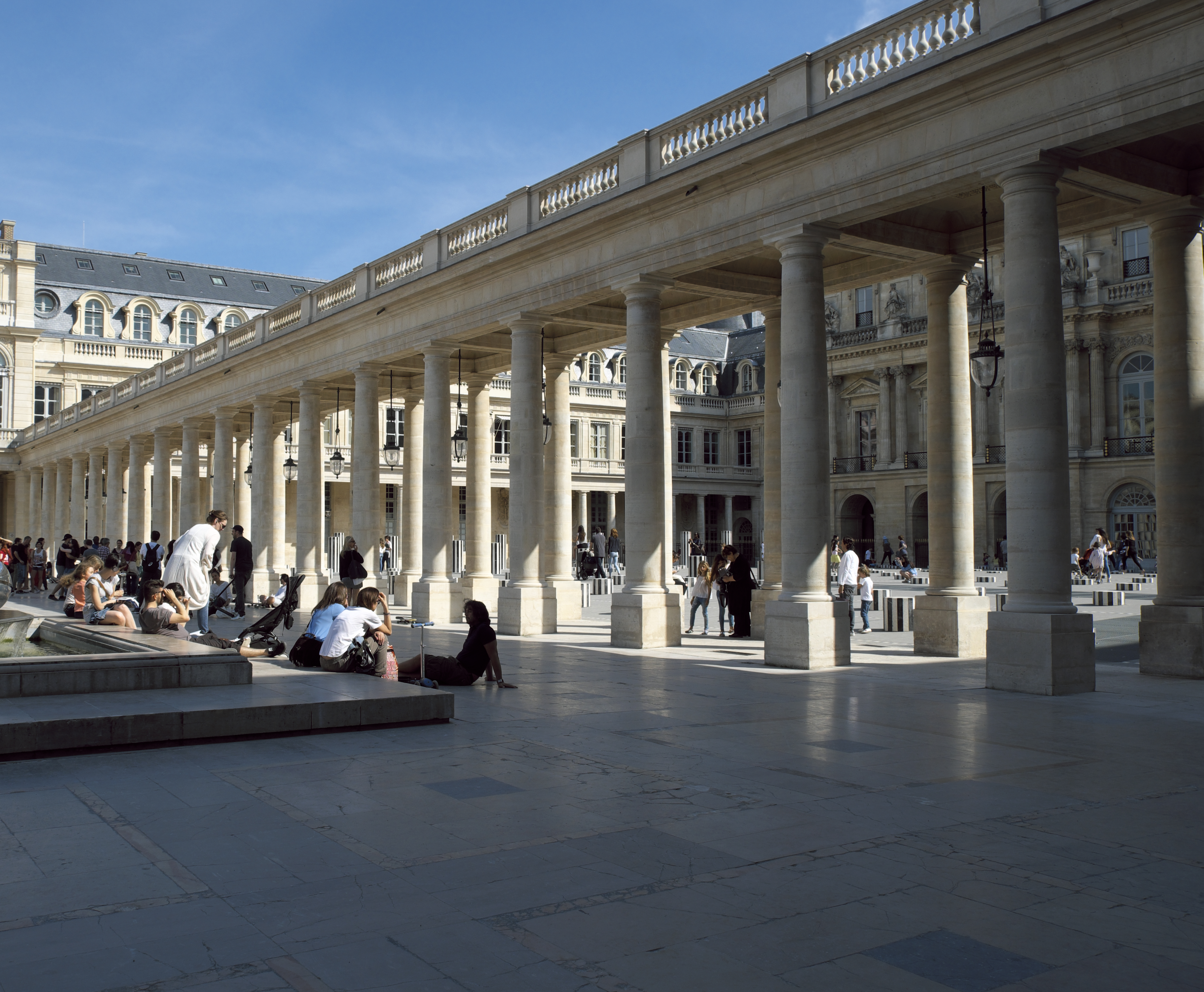
Galerieflügel des Palais Royal

Der Reichtum seiner Frau machte ihn zu einem der wohlhabendsten Männer Frankreichs. Er hatte den Ehrgeiz, das seinem Vater gehörende Palais Royal in Paris zu einem kulturellen Zentrum der Hauptstadt zu machen. In den Jahren 1781 bis 1784 ließ er rund um den Palastgarten Erweiterungstrakte (die Galeries du Palais Royal) mit Arkadengängen erbauen, die etwa 60 Häuser und Wohnungen, dazu 180 Läden sowie Restaurants, Cafés und Vergnügungseinrichtungen beherbergen. In der Südwestecke des Grundstücks errichtete er die Salle Richelieu, ein Theater (heute Sitz der Comédie-Française). Außerdem ließ er das Théâtre du Palais-Royal – zunächst als Marionettentheater für seinen Sohn – erbauen. In der Mitte das Parks ließ er eine elegante Reithalle mit Reitschule errichten. In dem Gebäudekomplex und dem von ihm umschlossenen Park konzentrierte sich bald das Nachtleben der Hauptstadt. Die Kosten des Immobilienprojekts überstiegen jedoch seine Finanzen, sodass Louis-Philippe die Gemäldesammlung seines Vaters verkaufen musste sowie 1784 das Schloss Saint-Cloud an König Ludwig XVI., der es seiner Frau Marie Antoinette schenkte. Außerdem verkaufte Louis-Philippe die Neubauflügel der Anlage als aufgeteilte Einzelimmobilien.
1785 starb der Vater und hinterließ Louis-Philippe das Schloss Le Raincy, wo dieser den Englischen Landschaftsgarten durch Thomas Blaikie überarbeiten ließ. Er erbte auch das Schloss Sainte-Assise in Seine-Port.

### Opposition zum Hof von Versailles

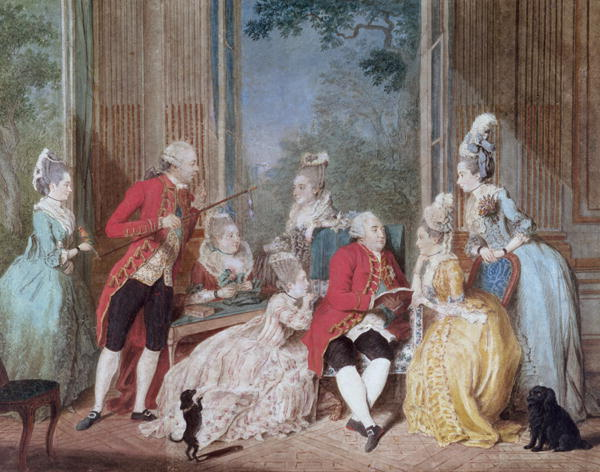
Le salon du duc d’Orléans, Gemälde von Louis Carrogis Carmontelle

Schon als Herzog von Chartres gefiel er sich in der Opposition zu Ludwig XV., bekämpfte die Reformpolitik des Kanzlers Maupeou auf das heftigste und wurde 1771/72 des Hofes verwiesen.  Als Ludwig XVI. 1774 den Thron bestieg, sorgte der Herzog von Chartres durch sein Gebaren und seine liberalen Ansichten für Ablehnung von Seiten des Hofs. Königin Marie-Antoinette hielt aufgrund seines Verhaltens und seiner unkritischen Haltung zur englischen Regierungsweise nicht viel von ihm. 1778 diente er im Geschwader von Louis Guillouet d’Orvilliers und nahm an der Seeschlacht vor Ouessant am 27. Juli 1778 teil. Er hoffte, seinen Dienst fortsetzen zu können, aber der König war dagegen, sodass er aus der Marine entfernt wurde und den Ehrenposten eines Generals der Husaren bekam.
Zur politischen Tatenlosigkeit gezwungen, gab er sich dem Vergnügen hin, besuchte oft London, und man sagt, dass er ein intimer Freund des Fürsten von Wales wurde, des späteren Königs Georg IV. von Großbritannien. Der Herzog brachte die „Anglomania“ nach Paris und machte z. B. Jockeys so modisch wie in England. Er brachte es auch dadurch zu großer Popularität, dass er häufiger Geschenke an die Armen von Paris verteilen, öffentliche Spielstätten und Lokale einrichten ließ und die Gärten des Palais Royal für das Volk öffnete. 1785 war er durch den Tod des Vaters diesem als Herzog von Orléans nachgefolgt und zeigte seine in England noch verstärkten liberalen Ideen so offen, dass man glaubte, er beabsichtige, konstitutioneller König von Frankreich zu werden. Dass die Polizei keinen Zutritt zum Palais Royal als Wohnsitz eines Mitglieds der königlichen Familie hatte, ermöglichte ihm dort eine gewisse Versammlungsfreiheit, und so wurde das Palais zu einer Zentrale der Patriotischen Bewegung. Im November 1787 zeigte er erneut seine Liberalität im Lit de justice, das Étienne Charles de Loménie de Brienne den König abhalten ließ, und wurde abermals nach Villers-Cotterêts verbannt. In dieser Zeit begann langsam eine Entwicklung, die ihn zum Symbol für eine Erneuerung des Ancien Régime machte und zu einem Hoffnungsträger aller liberal Gesinnten.

### Beginn der Französischen Revolution
Die anstehende Einberufung der Generalstände ließ seine Freunde sehr aktiv für ihn eintreten (unter anderem arbeitete Choderlos de Laclos für ihn); er verbreitete in jeder Bailliage die Pamphlete, die Emmanuel Joseph Sieyès auf sein Ersuchen hin entworfen hatte, und wurde in drei jener Bezirke auch gewählt: vom Adel in Paris, Villers-Cotterêts und Crépy-en-Valois. Der Herzog entschied sich, als Abgeordneter von Crépy-en-Valois in die Versammlung einzutreten. Als Abgeordneter des Adels befand er sich an der Spitze der liberalen Minderheit unter der Leitung von Adrien Duport. Der Herzog von Orléans führte jene siebenundvierzig Adligen an, die sich am 25. Juni 1789 von ihrem eigenen Stand abspalteten und sich mit dem Dritten Stand vereinigten. Jene Rolle, welche er im Sommer 1789 spielte, ist einer der häufiger diskutierten Aspekte in der Geschichte der Französischen Revolution. Der Hof beschuldigte ihn, Initiator vieler Volksbewegungen zu sein, und sah in seinem Wirken eine der Ursachen des Sturms auf die Bastille. Es gibt nur wenig Zweifel daran, dass Orléans die Königin wenig achtete und sich über die lange Zeit der erzwungenen Abwesenheit vom Hof ärgerte. Er wünschte sich eine gründliche Reform der Regierung und später auch die Einsetzung einer Verfassung. Nicht wenige wollten ihn sogar als König von Frankreich sehen.
Ein Zeugnis für das Verhalten von Orléans während dieses Sommers ist die Aussage seiner Mätresse Grace Elliott, der Marguerite Françoise de Buffon ihr Herz ausschüttete und ihr erzählte, dass er zur Zeit des Bastillesturms auf einem Angelausflug war. Er war von der ihm aufgezwungenen Position eines Thronanwärters so wenig begeistert, dass er in die Vereinigten Staaten gehen wollte; als aber Marguerite Françoise de Buffon ihn nicht gehen lassen wollte, entschied er sich in Paris zu bleiben. Er wurde unter anderem auch beschuldigt, den Marsch der Poissarden nach Versailles am 5. Oktober mitverursacht zu haben. Der Marquis de La Fayette, vermutlich eifersüchtig auf des Herzogs Popularität, überzeugte den König, jenen auf eine Mission nach England zu schicken, um ihn so aus Frankreich fernzuhalten. Er blieb daraufhin vom 14. Oktober 1789 bis Juli 1790 in England, begleitet von dem Komponisten und Fechter Joseph Bologne, Chevalier de Saint-Georges. Am 7. Juli nahm er seinen Sitz in der Versammlung ein und am 3. Oktober wurden er und Honoré Gabriel de Riqueti, genannt Mirabeau, nachdem sie ihre Rolle an den Ereignissen des 5./6. Oktober 1789 dargestellt hatten, durch die Versammlung von jeder Mitschuld an jenen Ereignissen freigesprochen.

### Opfer der Terrorherrschaft
Als die Königsfamilie die Flucht nach Varennes antrat, gab er seine Ambitionen auf den Thron endgültig auf, da zu diesem Zeitpunkt offensichtlich war, dass die Position eines Königs keine glückliche Zukunft mehr verhieß. Im Januar 1792 versuchte er, einen Frieden mit dem Hof zu erreichen, was jedoch scheiterte. Im Sommer 1792 diente er für kurze Zeit mit seinen beiden ältesten Söhnen, Louis-Philippe (dem späteren Bürgerkönig) und Antoine Philippe bei der Armee des Nordens, aber er kehrte vor dem 10. August nach Paris zurück.
Nach diesem Tag unterzog er sich bei der Unterstützung von Flüchtlingen großen persönlichen Risiken; insbesondere rettete er das Leben Jean Louis Quentins de Richebourg, des Kommandanten der Tuilerien, der ursprünglich sein persönlicher Feind gewesen war. Es war ihm aufgrund seiner Popularität nunmehr unmöglich, in den Hintergrund zu treten, und nachdem er den von der Pariser Bevölkerung verliehenen Titel Citoyen Égalité angenommen hatte, wurde er zum zwanzigsten Vertreter für die Stadt Paris in den Konvent gewählt. In diesem Gremium agierte er verhältnismäßig zurückhaltend, aber anlässlich des Prozesses gegen den König musste er letztendlich Farbe bekennen. Dies tat er einzig, um seine Stimme für den Tod von Ludwig XVI. abzugeben. Überliefert sind seine Worte: „Einzig von meiner Pflicht geleitet und überzeugt, dass alle diejenigen, die ein Attentat auf die Souveränität des Volkes verübt haben oder verüben sollten, den Tod verdienen, stimme ich für die Todesstrafe.“ Mit dieser einen Stimme war die Mehrheit für ein Todesurteil zu Lasten des Königs erreicht. Seine Mitwirkung am Tode seines Cousins und seine weitere Mitarbeit retteten ihn nicht vor Verdächtigungen, die royalistische Sache zu unterstützen; insbesondere wegen der Freundschaft seines ältesten Sohns, des Herzogs von Chartres, mit Charles-François Dumouriez, die beide am 4./5. April 1793 zu den Österreichern überliefen. Als die Neuigkeit der Flucht von Chartres und Dumouriez in Paris bekannt wurde, ordnete man am 5. April 1793 die Festnahme aller in Frankreich gebliebenen Bourbonen – einschließlich Égalités – an. Zuvor, am 10. Februar 1793, gab Louis-Philippe vor dem Nationalkonvent sogar noch eine Erklärung ab, er sei gar nicht der leibliche Sohn des letzten Herzogs von Orléans, sondern in Wahrheit der Sohn von dessen Kutscher. Dies geschah aus Angst, die auch Égalité nun spürte. Er blieb im Gefängnis bis zum Oktober, als die Terrorherrschaft begann. Am 3. Oktober wurde Anklage gegen ihn erhoben, und am 6. November wurde er vor Gericht gestellt, zum Tode verurteilt und am selben Tag guillotiniert.

## Die Familie Bourbon-Orléans heute
Noch heute assoziieren manche Royalisten die Nachkommen des Herzogs von Orléans mit Verrat, da durch die Stimme des Herzogs der gesalbte König hingerichtet wurde. Da die Hauptlinie des Hauses Bourbon 1883 im Mannesstamm erlosch, wird unter französischen Royalisten noch immer leidenschaftlich diskutiert, wer denn – im unwahrscheinlichen Fall einer Restauration der Monarchie – der „rechtmäßige“ Thronprätendent wäre. Orléanisten wie die Nachfolgeorganisationen der rechtsextremen Action française (etwa das Centre Royaliste d'Action Française, CRAF) verstehen das Haus Orléans als legitime Maison de France und Jean d’Orléans als Thronprätendenten. Legitimisten hingegen gehen davon aus, dass die Ansprüche der älteren Bourbonen auf den spanischen Zweig der Familie übergingen. Der heutige Chef der von dieser Strömung als legitim angesehenen Maison de France ist der 1974 in Madrid geborene Investmentbanker Louis Alphonse de Bourbon. Eine dritte Strömung, vertreten durch die Alliance Royale, ist primär um eine einheitliche Stimme der Royalisten bemüht und lässt die Frage nach der legitimen Dynastie daher bewusst offen.

## Nachkommen

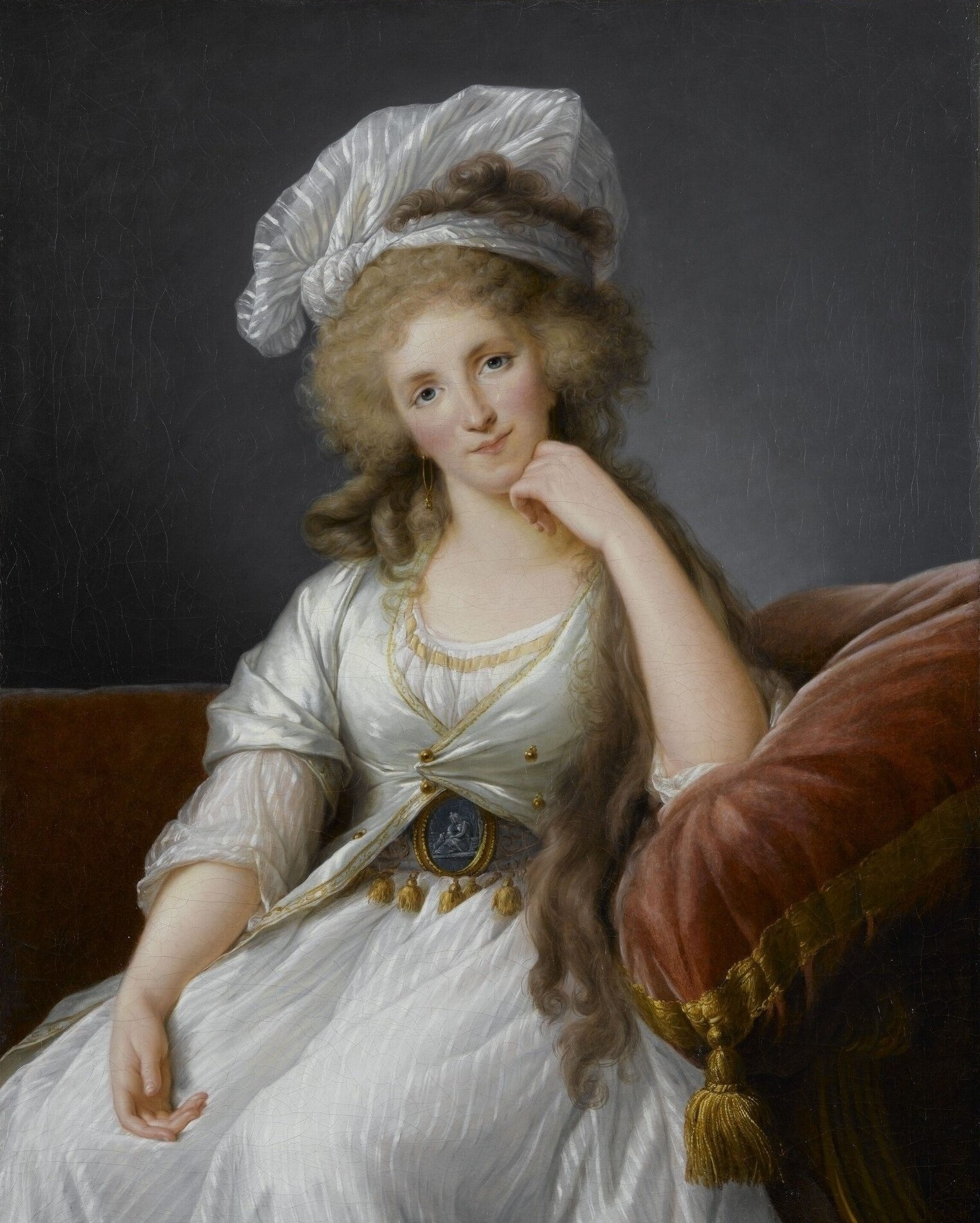
Louise Marie Adélaïde de Bourbon (Gemälde von Vigée-Lebrun)

Mit seiner Frau Louise Marie Adélaïde de Bourbon, Mademoiselle de Penthièvre hatte er fünf Kinder:
1. Louis-Philippe I. (1773–1850), 1830–1848 König der Franzosen ⚭ Maria Amalia von Neapel-Sizilien
2. Antoine Philippe (1775–1807), Herzog von Montpensier
3. Françoise (1777–1782)
4. Adélaïde (1777–1847)
5. Louis Charles (1779–1808), Graf von Beaujolais

## Vorfahren
|  |                                                             |  |  |  |  |  |  |  |  |  |  |  |  |
|  | Philippe II. de Bourbon, duc d’Orléans (1674–1723)          |  |  |  |  |  |  |  |  |  |  |  |  |
|  |                                                             |  |  |  |  |  |  |  |  |  |  |  |  |
|  |                                                             |  |  |  |  |  |  |  |  |  |  |  |  |
|  | Louis I. de Bourbon, duc d’Orléans (1703–1752)              |  |  |  |  |  |  |  |  |  |  |  |  |
|  |                                                             |  |  |  |  |  |  |  |  |  |  |  |  |
|  |                                                             |  |  |  |  |  |  |  |  |  |  |  |  |
|  | Françoise Marie de Bourbon (1677–1749)                      |  |  |  |  |  |  |  |  |  |  |  |  |
|  |                                                             |  |  |  |  |  |  |  |  |  |  |  |  |
|  |                                                             |  |  |  |  |  |  |  |  |  |  |  |  |
|  | Louis Philippe I. de Bourbon, duc d’Orléans (1725–1785)     |  |  |  |  |  |  |  |  |  |  |  |  |
|  |                                                             |  |  |  |  |  |  |  |  |  |  |  |  |
|  |                                                             |  |  |  |  |  |  |  |  |  |  |  |  |
|  | Ludwig Wilhelm Markgraf von Baden-Baden (1655–1707)         |  |  |  |  |  |  |  |  |  |  |  |  |
|  |                                                             |  |  |  |  |  |  |  |  |  |  |  |  |
|  |                                                             |  |  |  |  |  |  |  |  |  |  |  |  |
|  | Auguste von Baden-Baden (1704–1726)                         |  |  |  |  |  |  |  |  |  |  |  |  |
|  |                                                             |  |  |  |  |  |  |  |  |  |  |  |  |
|  |                                                             |  |  |  |  |  |  |  |  |  |  |  |  |
|  | Franziska Sibylla Augusta von Sachsen-Lauenburg (1675–1733) |  |  |  |  |  |  |  |  |  |  |  |  |
|  |                                                             |  |  |  |  |  |  |  |  |  |  |  |  |
|  |                                                             |  |  |  |  |  |  |  |  |  |  |  |  |
|  | Louis-Philippe II. Joseph de Bourbon (1747–1793)            |  |  |  |  |  |  |  |  |  |  |  |  |
|  |                                                             |  |  |  |  |  |  |  |  |  |  |  |  |
|  |                                                             |  |  |  |  |  |  |  |  |  |  |  |  |
|  | François Louis de Bourbon, prince de Conti (1664–1709)      |  |  |  |  |  |  |  |  |  |  |  |  |
|  |                                                             |  |  |  |  |  |  |  |  |  |  |  |  |
|  |                                                             |  |  |  |  |  |  |  |  |  |  |  |  |
|  | Louis Armand II. de Bourbon, prince de Conti (1695–1727)    |  |  |  |  |  |  |  |  |  |  |  |  |
|  |                                                             |  |  |  |  |  |  |  |  |  |  |  |  |
|  |                                                             |  |  |  |  |  |  |  |  |  |  |  |  |
|  | Marie Thérèse de Bourbon-Condé (1666–1732)                  |  |  |  |  |  |  |  |  |  |  |  |  |
|  |                                                             |  |  |  |  |  |  |  |  |  |  |  |  |
|  |                                                             |  |  |  |  |  |  |  |  |  |  |  |  |
|  | Louise Henriette de Bourbon-Conti (1726–1759)               |  |  |  |  |  |  |  |  |  |  |  |  |
|  |                                                             |  |  |  |  |  |  |  |  |  |  |  |  |
|  |                                                             |  |  |  |  |  |  |  |  |  |  |  |  |
|  | Louis III. de Bourbon, prince de Condé (1668–1710)          |  |  |  |  |  |  |  |  |  |  |  |  |
|  |                                                             |  |  |  |  |  |  |  |  |  |  |  |  |
|  |                                                             |  |  |  |  |  |  |  |  |  |  |  |  |
|  | Louise Élisabeth de Bourbon (1693–1775)                     |  |  |  |  |  |  |  |  |  |  |  |  |
|  |                                                             |  |  |  |  |  |  |  |  |  |  |  |  |
|  |                                                             |  |  |  |  |  |  |  |  |  |  |  |  |
|  | Louise Françoise de Bourbon (1673–1743)                     |  |  |  |  |  |  |  |  |  |  |  |  |
|  |                                                             |  |  |  |  |  |  |  |  |  |  |  |  |
|  |                                                             |  |  |  |  |  |  |  |  |  |  |  |  |

## Film
- Marie-Antoinette
- Die Lady und der Herzog